# Climacoceratidae
Climacoceratidae — родина зовні оленеподібних, що жили в епоху міоцену в Африці. Вони близькі до предків жирафів, деякі роди, такі як Prolibytherium, спочатку класифікувалися як жирафи. Climacoceratidae, а саме представники того, що зараз є типовим родом Climacoceras, спочатку входили до родини Palaeomerycidae, а потім до Giraffidae. У 1978 році В. Р. Гамільтон створив нову родину, розмістивши її поруч із Giraffidae у надродині Giraffoidea. Вони відрізняються від жираф тим, що їхні осікони, схожі на роги, походять з інших кісток.